# هيدروكربون عطري
الهيدروكربونات الأروماتية أو الأرينات هي هيدروكربونات، وتركيبها الجزيئي يتضمن على الأقل مجموعة تتكون من 6 ذرات كربون في مستوى، مرتبطة معا بإلكترونات غير متمركزة، في نفس المستوى كما لو كانت تتكون من من روابط تساهمية أحادية وثنائية بالتبادل. وهذا التجمع بعد أبسط هيدروكربون أروماتي (البنزين) يسمي بحلقة بنزين.

## التوزيعات الإلكترونية لحلقة البنزين

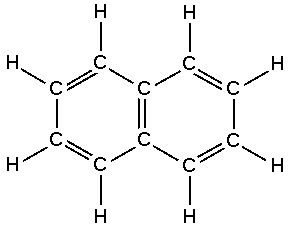
نفثالين

كل ذرة كربون في الحلقة السداسية بها أربعة إلكترونات لتشاركها. أحدها يذهب لذرة الهيدروجين، إثنين لذرتين الكربون المجاورتين. ويتبقى بذلك إلكترون وحيد يتم مشاركته مع أحد ذرات الكربون المجاورة، ولذلك يتم رسم حلقة البنزين بالشكل الذي تكون فيه الروابط الأحادية والثنائية متناوبة خلال الشكل السداسي.

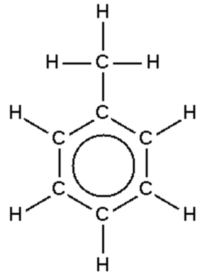
تولوين

ويفضل كثير من الكيميائيين رسم حلقة البنزين بوضع دائرة في الحلقة لإظهار أنه يوجد 6 إلكترونات يدوروا بعدم تمركز في المدارات الجزيئية والتي تمثل شكل الحلقة نفسه. وهذا يمثل بدقة طبيعة الست روابط والتي لها قوة رابطة تقريبا 105. وهذا التساوي موضح بشكل أكثر عن طريق الرنين. وتدور الإلكترونات أعلى وأسفل الحلقة، والمجال الكهرومغناطيسي الناشئ يجعل الحلقة مستقيمة.
وحديثا، فإنه يمكن وصف حلقة البنزين كمركبات فيها أنظمة مغلقة ومستمرة من الحلقات، التي تتكون من مجموعات من ألكترونات سيجما وباي. وتكون المدارات الذرية المكونة للنظام سيجما مهجنة sp2, بينما المدارات الذرية المكونة للنظام باي تكون مدارات p نقية.
ويمكن استخدام قاعدة إيريك هوكل "4n+2" لتوقع الأروماتية، بواسطة عدد الإلكترونات (باي) غير المتمركزة، ولو أنها تساوي (4n+2), حيث أن n عدد صحيح غير سالب، فإن الجزيء يكون أروماتي.

## الخصائص
1. لها ترافق.
2. ذرات الكربون يكون لها تهجين sp2, وبالتالي يكون لها بناء ثلاثي مستوي.
3. نسبة كربون-هيدروجين كبيرة.
4. يحترقوا بلهب أصفر سخامي نظرا لارتفاع نسبة كربون-هيدروجين.
5. يمكن يحدث لها تفاعلات الاستبدال المحبة للإلكترونات، بعكس المركبات الأليفاتية التي تفضل تفاعلات الاستبدال المحب للنواة.

## أعضاء هذه المجموعة
يمكن للهيدروكربونات الأروماتية أن تكون وحيدة الحلقة  أو متعددة الحلقات .
البنزين، C6H6، هو أبسط المواد الوحيدة الحلقة ويعرف بأنه أول هيدروكربون أروماتي، وعرف لأول مرة عن طريق فريدريك أجوست كيكولي فون شترادونتيز في القرن التاسع عشر. وقد اخترع عدم تمركز الإلكترونات التي تنتقل بطريقة سريعة بين الشكل الثنائي والأحادي، أو اختصارا هو عملية الرنين، والتي تتحرك الروابط الثنائية فيها حول الحلقة السداسية. وعموما فإن العزم الكلي للروابط الأروماتية المتضمنة في ظاهرة الأروماتية تكون أقوى من العزم الكلي للروابط عند النظر إليها كاتحاد بين الروابط الأحادية والثنائية. وعلى هذا فيجب التعرف على الترابط الأروماتي كنوع من الترابط بعيد عن كل الأنواع الأخرى من الروابط المتعددة، مثل الروابط الثنائية والثلاثية. ويمكن وصف هذا بدقة أكبر عن طريق نظرية المدار الجزيئي.

### الهيدروكربونات الأروماتية المتعددة الحلقات
من الأرينات المهمة الهيدروكربونات الحلقية المتعددة الحلقات, كما تسمى
أيضا الهيدروكربونات الحلقية المتعددة الذرات. وتكون من أكثر من حلقة أروماتية. وأبسط هذه الهيدروكربونات البينتالين.
الهيدروكربونات الأروماتية متعددة الحلقات التي تتكون من ثلاث حلقات أو أكثر شحيحة الذوبان في الماء، ولها ضغط بخار منخفض. وبزيادة الوزن الجزيئي، يقل كل من الذائبية وضغط البخار. الهيدروكربونات الأروماتية المتعددة الحلقات التي لها حلقتين تذوب أكثر في الماء كما أنها تكون أكثر تطايرا. ونظرا لهذا الخواص، فإن الهيدروكربونات الأروماتية متعددة الحلقات تتواجد طبيعيا في التربة والرسوبيات، بعيدا عن الماء والهواء. وعموما فإن الهيدروكربونات الأروماتية المتعددة الحلقات تتواجد في شكل جسيمات معلقة في الماء والهواء.
وبزيادة الوزن الجزيئي. فإن قدرة الهيدروكربونات الأروماتية المتعددة الحلقات على أن تكون مادة مسرطنة تزيد، بينما تقل سميتها. بنزو(a)بيرين هو أول مادة مادة كيميائية مسرطنة تم اكتشافها.
النفثالين (C10H8), يتكون من حلقتان متحدتين المستوى ويتشاركان في أحد الحواف. ولمزيد من الدقة فإن النفثالين ليس أحد الهيدروكربونات الأروماتية المتعددة الحلقات، ولكن يعتبر من الهيدروكربونات الأروماتية ذات الحلقتين. وللنفثالين رائحة مميزة، وهي معروفة لمن استخدم النفثالين في مقاومة العثة (نفثالين كور).
ويحتوى القطران أيضا على الهيدروكربونات الأروماتية المتعددة الحلقات.

#### الهيدروكربونات الأروماتية متعددة الحلقات ونشأة الحياة
في يناير من عام 2004 (في المقابلة 203 للمجتمع الفلكي الأمريكي), تم الإبلاغ عن فريق برئاسة إيه. ويت، قام بدراسة انبعاث الأشعة فوق البنفسجية من السديم المستطيل الأحمر ووجد أن هناك طيف خاص بالأنثراسين، والبيرين. (لم يتم ملاحظة وجود أيا من المركبات المعقدة مثل هذه في الفضاء من قبل) وقد عزز هذا الاكتشاف الافتراضات التي تقول أن السديم الذي يشابه المستطيل الأحمر يقترب من نهاية حياته. وأن دورات الحرارة الحالية تسبب وصول الهيدروجين والكربون الموجودين في قلب السديم إلى الرياح النجمية، ويكون إشعاعهم للخارج. وبعد برودتهم، ترتبط الذرات ببعضها ظاهريا بطرق مختلفة وبالتالي تكون جسيمات من ملايين الذرات أو أكثر.
واستنتج ويت وفريقه أنه نظرا لأن الهيدروكربونات الأروماتية المتعددة الحلقات يمكن أن تكون أساسية في نشأة الحياة على الأرض فإن أي سديم سيكون بالضرورة محتو على نوع من أنواع الحياة.

## طالع أيضًا
- أروماتية
- أليفاتي
- التسمية النظامية للمركبات العضوية
- أسفلتين

## وصلات خارجية
- Carcinogenic FAC list.
- مختصر الهيدروكربونات الأروماتية المتعددة الحلقات .
- قائمة الهيدروكربونات الأروماتية المتعددة الحلقات .
- مناقشة حول الغازات المميتة 11:2002 EXPLORER